# Adolf III. (Waldeck)
Adolf III. (* 1362; † 19. April 1431) war von 1397 bis 1431 Graf von Waldeck zu Landau. Er war der Begründer der älteren Linie Waldeck-Landau des Hauses Waldeck.

## Familie
Adolf war ein Sohn des Grafen Heinrich VI. und dessen Frau Elisabeth von Berg. Sein älterer Bruder war Heinrich VII. von Waldeck. Adolf heiratete 1387 Agnes von Ziegenhain, Tochter des Grafen Gottfried VIII. von Ziegenhain. Aus der Ehe ging der Sohn und Erbe Otto hervor. Adolf lebte mit seiner Familie auf der ihm von seinem Vater zugewiesenen Burg Landau und blieb auch dort nach dem Tod des Vaters im Jahr 1397 und der Teilung der Grafschaft in die Linien zu Waldeck und zu Landau. 

## Leben
Ein Großteil seiner Regentschaft war geprägt von den Auseinandersetzungen mit seinem Bruder. Er war nicht einverstanden damit, dass Heinrich im Jahr 1400 durch seinen Überfall auf das Umland von Kassel das bisherige Bündnis mit der Landgrafschaft Hessen zerstört hatte. In der Folge wurde auch sein Landesteil von hessischen Truppen überfallen. Adolf wollte das gute Verhältnis mit Hessen wiederherstellen. Heinrich VII. veröffentlichte 1406 neunzehn Beschwerden gegen seinen Bruder und schlug als Schiedsrichter die Bürgermeister und Räte der Städte Korbach und Niederwildungen vor. Im Gegenzug beschuldigte Adolf seinen Bruder, er habe eigenmächtig den Schartenberg an den Erzbischof von Köln verkauft. Versuche, zu einer Einigung zwischen den Brüdern zu kommen, blieben jahrelang erfolglos. 
Erst 1421 kam es durch Vermittlung des Grafen Johann II. von Ziegenhain, Adolfs Schwager, zu einem Vergleich zwischen den beiden Brüdern und ihren Söhnen Otto und Wolrad. Die Teilung der Grafschaft wurde zwar bestätigt, aber es wurde auch festgelegt, dass keine der beiden Seiten ohne Kenntnis und Zustimmung der anderen Seite Landesteile verkaufen oder verpfänden durfte. Die für beide Seiten geltenden Dokumente und Lehnsregister sollten in einem gemeinsamen Archiv auf der Burg Waldeck gesammelt werden. Heimgefallene Lehen sollten an das Gesamthaus zurückfallen. Ebenso sollten die geistlichen Benefizien von beiden Seiten gemeinsam vergeben werden. Die Burgmannen und Räte sollten etwaige Konflikte untersuchen und schlichten. In den folgenden Jahren wurde dieser Vertrag erneuert und präzisiert.